# Dichelyne tripapillatus
Dichelyne tripapillatus is een rondwormensoort uit de familie van de Cucullanidae. De wetenschappelijke naam van de soort is voor het eerst geldig gepubliceerd in 1927 door Gendre.